# Disco de vinilo

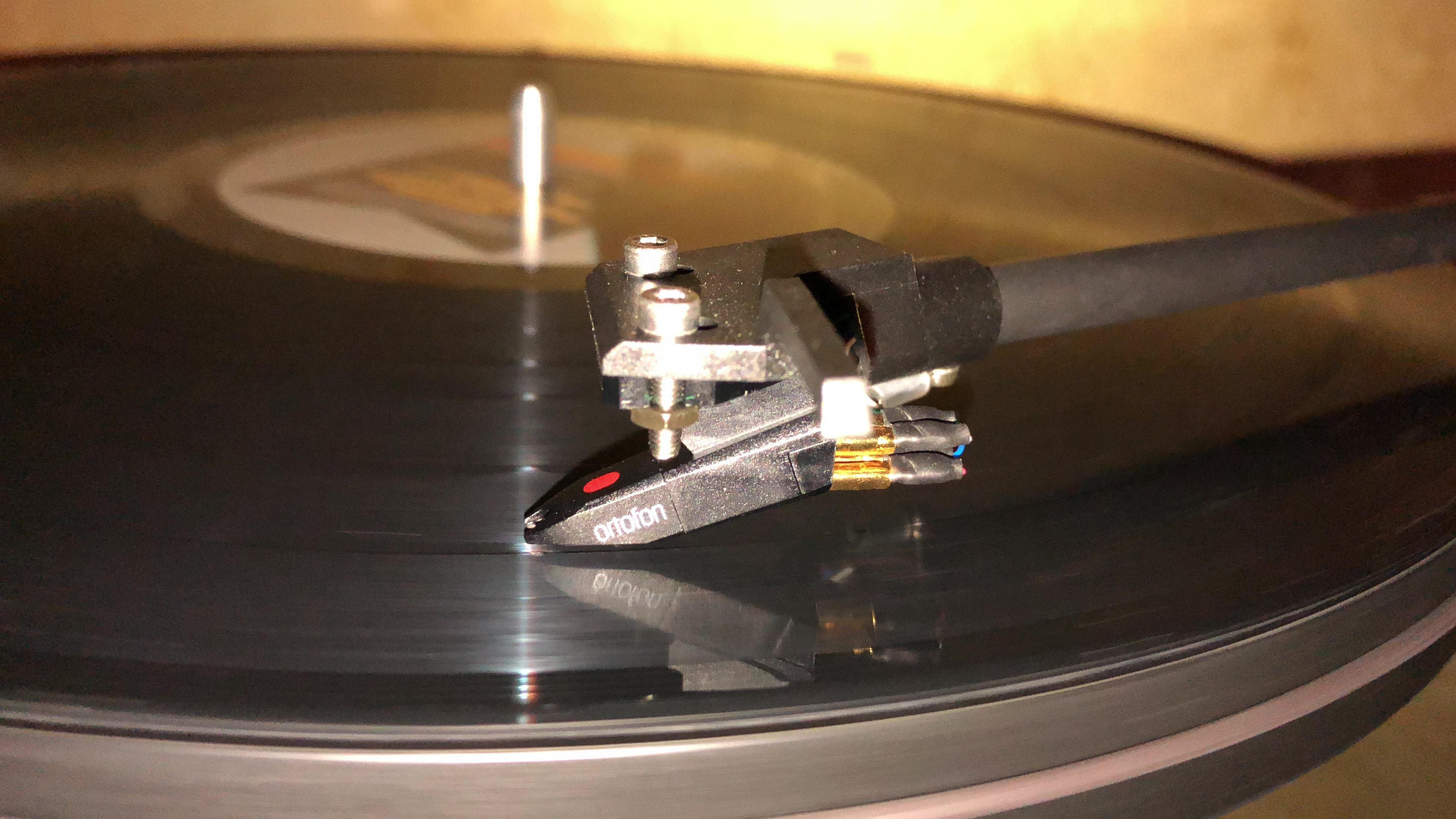
Cápsula fonocaptora de un tocadiscos en funcionamiento.

El disco de vinilo (también conocido como disco microsurco o simplemente como microsurco o vinilo), es un medio de almacenamiento analógico de señales sonoras, caracterizado por utilizar como material de soporte un plástico denominado policloruro de vinilo, del que recibe el nombre. Fue introducido oficialmente en 1948 por la compañía Columbia Records en los Estados Unidos, como una evolución muy mejorada de los anteriores discos de 78 rpm (fabricados con un material mucho más frágil como la goma laca). Actualmente el término vinilo se suele utilizar para indicar en particular el formato LP (discos de 30 cm de diámetro girando a 33⅓ revoluciones por minuto), aunque este uso sea inadecuado, ya que discos fabricados con otros materiales también explotan el mismo formato como soporte.
El sonido de un disco se reproduce mediante un tocadiscos (por lo general, conectado a un amplificador), que permiten utilizar discos de diferentes diámetros y elegir la velocidad de rotación mediante un selector.

## Historia
Los discos de vinilo se introdujeron en 1948. Comparados con los antiguos discos de goma laca 78 RPM a los que sustituyeron, disponen de un surco de menor grosor y profundidad, por lo que también se les llama «microsurcos», y giran a menor velocidad, permitiendo una mayor duración de grabación y pudiendo alcanzar y a veces exceder los 30 minutos por cara en el formato LP. En los años 1960, también se produjeron discos cuadrafónicos, que gracias a una tecnología denominada de matriz en combinación con circuitos de filtrado de señal, permitía registrar cuatro canales de audio simultáneamente, dando al oyente la impresión de estar literalmente envuelto por el sonido, dado que el sistema de reproducción estaba equipado con dos altavoces delanteros y otros dos traseros. Esta técnica tuvo poco éxito comercial, probablemente debido a los altos costos del aparato de reproducción, en particular de las cabezas con aguja de diamante tallado del tipo Shibata necesarias para la reproducción cuadrafónica, en una época en la que incluso los equipos capaces de reproducir discos estereofónicos seguían siendo un lujo. Hasta la década de 1970, el vinilo continuó siendo el medio más popular para la reproducción de material musical, pero su protagonismo comenzó a ser socavado por la aparición de la casete, y al final de los años 1980 el vinilo cedió gradualmente el paso al disco compacto (CD audio). La producción a gran escala de discos de vinilo prácticamente cesó a principios de la década de 1990, pero desde la segunda mitad de la década de 2000, el disco de vinilo ha vuelto a los estantes de las tiendas, esencialmente como un producto para una clientela especializada. Las cifras finales de 2011 compiladas por el instituto Nielsen SoundScan indican un aumento de 2,8 a 3,9 millones de LP de vinilo vendidos en los Estados Unidos, con numerosas reediciones lanzadas al mercado y diversos artistas que también imprimen sus obras en vinilo.
Hasta 2012, el vinilo sencillo de 45 RPM más caro del mundo es un disco con la canción "Do I Love You (Indeed I Do)" grabado por el estadounidense Frank Wilson en 1965 (del que tan solo se imprimieron dos copias), que fue adquirido por 20 000 libras. El LP más caro es Yesterday and Today de The Beatles en el Butcher Cover, que puede llegar a costar hasta 45 000 dólares, aunque en promedio tiene un valor máximo de unos 20 000.
La venta mundial de vinilos en 2011 movió 115,4 millones de dólares, un 28,7 % más que en 2010. Estas cifras estaban muy por debajo de las ventas estimadas de CD y de descargas digitales aunque, en 2020, el desplome del formato CD por la competencia de las descargas de música por internet, ha significado que las ventas de discos de vinilo superaran a las ventas del CD por primera vez desde finales de la década de 1980.

### Video vinilo
Gracias a la computadora Sinclair ZX Spectrum, los músicos Mike Logan y Bruno Bergonzi, integrantes del grupo Dhuo, crearon en 1984 el disco de vinilo Rome By Night / On Video, que contenía una pista que podía grabarse en una casete, que conectada con el ordenador permitía que se pudiera escuchar música mientras se reproducía un video en la pantalla del ordenador.

## Características

### Descripción general

Surcos de un disco de vinilo vistos con un microscopio.

El disco de vinilo es una placa circular que lleva en ambas caras un surco en espiral, grabado desde el borde exterior hacia el interior, en el que la grabación de sonidos está codificada analógicamente. Las mejores cualidades del vinilo (PVC) en comparación con la goma laca utilizada anteriormente permitieron reducir el grosor de los surcos, disminuir el paso de la espiral y bajar la velocidad de rotación de 78 a 33⅓ revoluciones por minuto, obteniendo así un tiempo de escucha más largo, que llegó a alcanzar unos 30 minutos por cara en el formato LP, con algunas grabaciones (especialmente de ópera) capaces de contener hasta un máximo de 40 minutos por cara. Los dos formatos más frecuentes son el LP (lanzado por Columbia, utiliza discos de 12 pulgadas de diámetro a 33⅓ rpm, con un agujero pequeño), y el denominado sencillo (lanzado por RCA, utiliza discos de 7 pulgadas a 45 rpm, con un agujero central mucho más grande).
También se han producido discos de vinilo con diferentes diámetros, como por ejemplo los de 16 pulgadas utilizados en el sector radio; y con diferentes velocidades de rotación, como los de 16,6 rpm para obtener una mayor duración, aunque a costa de la fidelidad. Los discos de 16 rpm se produjeron principalmente en las décadas de 1950 y 1960, principalmente en los Estados Unidos para registrar audiolibros. Las dimensiones de un LP de 16 rpm, reconocible por las siglas LLP, son las mismas que las de un LP de 33 rpm (12 o 10 pulgadas), y la duración de la reproducción es de aproximadamente 60 minutos por cara.
Los discos de 78 rpm y los primeros microsurcos se registraron con la señal de un único «canal», por lo que se denominaron monoaurales. En el los años 1930, se ideó una técnica que permitía grabar dos señales simultáneamente en una sola pista, aprovechando el movimiento vertical (profundidad) además del movimiento horizontal de la aguja. Al registrar la señal de suma (derecha + izquierda) con movimientos horizontales y la señal de diferencia (derecha - izquierda) con movimientos verticales de la aguja, se hizo posible inscribir en el surco los dos canales independientes necesarios para una reproducción estereofónica, manteniendo la compatibilidad con versiones anteriores de tocadiscos monofónicos equipados con cápsulas únicamente sensibles a las oscilaciones horizontales de la aguja. El efecto de esta tecnología, que se comercializó a partir de los años 1960 y solamente se popularizó en la década siguiente, fue la posibilidad de reconocer el origen espacial de los sonidos: derecha, izquierda y también la imagen sonora virtual central y profunda.
Los discos de vinilo suelen contener hasta 260 surcos por pulgada (unos 100 surcos por centímetro).

### Formatos
Los discos de vinilo se produjeron en varios formatos y con distintas velocidades de rotación. Los tipos más comunes son:
| Diámetro | Diámetro | Velocidad de rotación | Nombres habituales                        | Duración aproximada por cara |
| Pulgadas | cm       | rpm                   | Nombres habituales                        | Minutos                      |
| -------- | -------- | --------------------- | ----------------------------------------- | ---------------------------- |
| 12       | 30,0     | 33⅓                   | LP, (elepé), Long Play o 33 rpm           | 30                           |
| 12       | 30,0     | 45/33⅓                | Maxi Single, Mix, EP o 12″                | 15                           |
| 10       | 25,0     | 45/33⅓                | 10″, EP 10″ o LP                          | 15-20                        |
| 10       | 25,0     | 78                    | 78 RPM o Standard Play (SP)               | 3                            |
| 7        | 17,5     | 45/33⅓                | EP 7″ o Extended Play                     | 5-7                          |
| 7        | 17,5     | 45                    | Sencillo, Single, Short Play, 45 rpm o 7″ | 3                            |

### Materiales utilizados

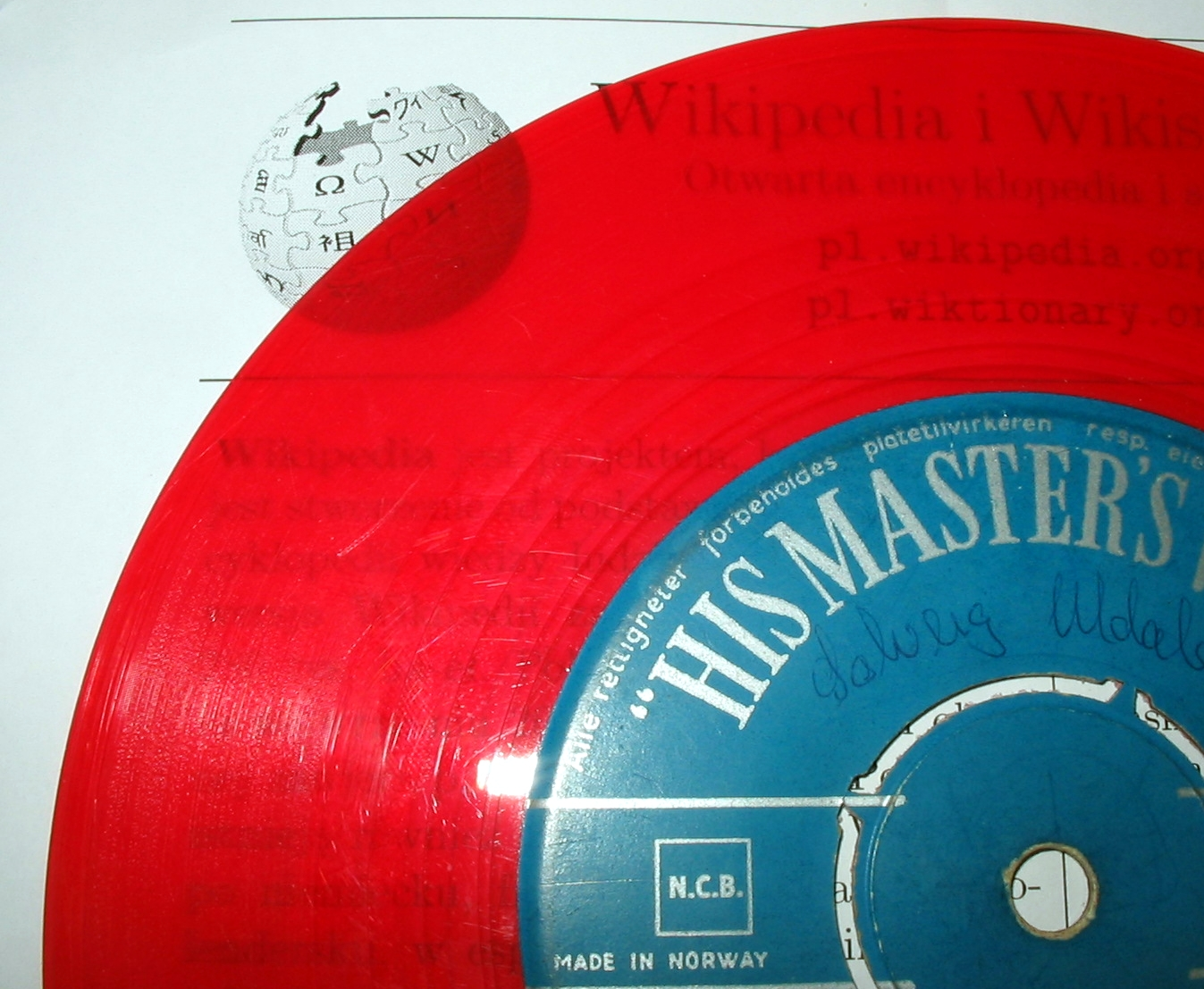
Un disco de vinilo rojo traslúcido.

Los discos de 78 rpm fueron producidos en goma laca, un material termoplástico caracterizado por su fragilidad y una estructura superficial que generaba un notable ruido de fondo. En los discos con microsurcos, la goma laca se ha sustituido por una resina termoplástica, el PVC. De este material deriva el nombre de vinilo utilizado para indicar los discos producidos con esta tecnología.
Aunque el PVC es transparente, el color del soporte es típicamente negro gracias a la adición de negro de carbón para mejorar su resistencia al desgaste, aunque Columbia inicialmente lanzó sus primeros LPs con vinilo transparente en siete colores, de acuerdo con la temática del disco. También se han fabricado con frecuencia discos de vinilo de colores y con imágenes sobreimpresas, por motivos comerciales, especialmente en el formato Maxi-single.
Muchos fabricantes utilizan vinilo reciclado, dependiendo en este caso la calidad final del vinilo de la ausencia de impurezas que el control de calidad del fabricante pueda garantizar.

### Técnicas de producción
Los discos de vinilo son prensados en caliente mediante una prensa hidráulica, utilizando una matriz de metal generada a partir de un máster principal, una especie de primer disco obtenido con un estilete vibrante que genera un surco inciso sobre un disco metálico recubierto de una capa de cera o de gutapercha, registrando con una gran precisión los sonidos originales por lo general procedentes de grabaciones magnetofónicas obtenidas en estudios de grabación. El disco «positivo» así obtenido se pulveriza al vacío con cloruro de estaño y plata, una sustancia electroconductora que permite que un baño galvánico forme una capa de níquel depositada sobre el disco. De este soporte se obtiene un primer «negativo» (con los surcos en relieve), del que a su vez se obtienen un conjunto de copias metálicas denominadas «madres». Estas copias tienen, como el disco original, las ranuras grabadas. La matriz así obtenida se escucha y se observa al microscopio para detectar la presencia de imperfecciones. Repitiendo nuevamente el proceso galvánico, se obtienen los moldes finales (en negativo) que se utilizarán para prensar el vinilo.
Cada disco se fabrica a partir de una masa gomosa de policloruro de vinilo denominada «galleta», que se inserta en la prensa en caliente, junto con las etiquetas de los respectivos lados. La prensa forma el disco y estampa los surcos en el vinilo. Después de aplicar presión y dejar enfriar el material, el disco presenta los bordes dentados, que deben recortarse con una perfiladora para darle al disco su forma final.

## Reproducción sonora
El sonido del disco de vinilo se reproduce en modo de señal analógica. Durante la reproducción, la información sonora se lee por medio de una aguja (cuya punta está hecha de diamante o de otro material sintético de gran dureza), colocada sobre el surco grabado. La rotación del disco hace que la aguja genere vibraciones derivadas de las irregularidades del surco, que se transmiten a un transductor (denominado cápsula fonocaptora) montada en un brazo lector. El cabezal de lectura se puede fabricar con varias tecnologías:
- Piezoelectricidad
- Imán móvil
- Bobina móvil

El sistema piezoeléctrico aprovecha la propiedad de ciertos cristales que generan electricidad cuando se someten a esfuerzos mecánicos. Se caracteriza por una señal alta, pero una calidad bastante limitada. Se usó principalmente en equipos portátiles y económicos, mientras que actualmente se usa solo en algunos tocadiscos muy baratos. Sin embargo, en los años 1950 estuvieron disponibles dispositivos de notable calidad que explotaban el sistema de lectura piezoeléctrico, que a menudo se usaban en refinados muebles de radio-tocadiscos, a menudo de producción alemana. Estos equipos no encajan en la definición moderna de alta fidelidad, aunque producían un sonido de notable calidad y eufonía. Tocadiscos con sistema piezoeléctrico de este tipo eran los automáticos de las marcas Perpetuum Ebner, Elac, Dual y similares.
Los sistemas de «imán móvil» y «bobina móvil», que todavía se utilizan hoy en día, explotan el fenómeno de la ley de Faraday para generar una señal proporcional a los movimientos de la aguja. La diferencia entre los dos está relacionada con qué lado se hace avanzar hacia el otro. Las cápsulas de imán móvil siempre han sido más populares que las de bobina móvil, que son más complejas y, en consecuencia, caras, así como también debido al nivel mucho más débil de la señal generada que requiere un circuito preamplificador adicional. La señal generada, en el orden de milivoltios en los captadores de imanes móviles, debe ser amplificada para accionar los altavoces. Se han fabricado aparatos que utilizan un rayo láser para leer la ranura del disco de una manera similar a la que utilizan los lectores de discos compactos. Esta tecnología, sumamente cara dada su bajísima producción, está dirigida a quienes quieren reproducir discos de vinilo antiguos sin desgastarlos, como archivos e instituciones dedicadas a la preservación de registros sonoros antiguos.

## Ecualización RIAA

Curva de reducción de énfasis RIAA (para aplicar durante la reproducción, con el fin de obtener una respuesta de frecuencia plana).

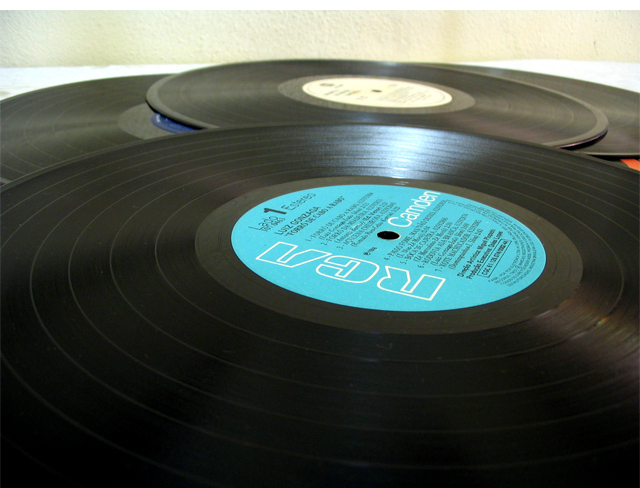
Disco de 33 rpm.

Debido a la imposibilidad física de transferir mecánicamente todas las frecuencias entre 20 Hz y 20 kHz al surco en igual medida, la señal eléctrica, antes de ser transferida al disco, se ecualiza enfatizando los agudos y atenuando los graves. Este proceso permite grabar surcos más estrechos y, por lo tanto, una mayor capacidad del disco. Para cancelar los efectos de este procesamiento en la reproducción, basta con aplicar una ecualización opuesta en la etapa del preamplificador. Desafortunadamente, la curva de ecualización de los discos sería estandarizada por la Recording Industry Association of America en una fecha tan relativamente tardía como 1953, por lo que encontrar la curva de ecualización correcta para los primeros discos de 33 rpm en el mercado no es fácil. La curva de la RIAA se asemeja a una «S» muy abierta. Su centro representa la frecuencia de 1000 Hz, el punto de ecualización cero; las frecuencias por encima de este punto se atenúan, y las situadas por debajo se refuerzan. La ecualización se realiza mediante un filtro, lo que se puede lograr mediante una simple red de resistencias y condensadores. La precisión de los valores de los componentes del filtro determina el grado de fidelidad en frecuencia de la señal reproducida.

## Análisis

### Aspectos positivos
- El sonido reproducido de forma mecánica y analógica produce una serie de imperfecciones e irregularidades conocidas como distorsiones, que según algunos, hacen que la música sea más «agradable» e «interesante», más «natural», en comparación con los sistemas digitales modernos, que son más precisos pero considerados «fríos».
- Los crujidos se producen solamente cuando el disco está dañado o sucio, o en el caso de cargas electrostáticas en la superficie del disco, y en cualquier caso, es tolerable si la superficie no ha sufrido rasguños profundos.
- La técnica detrás de un disco de vinilo es muy sencilla y por tanto más duradera, tanto en cuanto a la duración del soporte como a la tecnología capaz de reproducir el disco: cualquiera puede construir un tocadiscos rudimentario con pocos materiales.

### Aspectos negativos
- El disco de vinilo está sujeto a desgastes y rayones que comprometen su calidad acústica y/o funcionamiento, y también está sujeto a la acción de mohos microscópicos que afectan a su calidad de reproducción, por lo que requiere de cuidados periódicos especiales y de intervenciones de limpieza.
- Su uso es relativamente incómodo: en cada inicio de escucha, para obtener la máxima calidad, tanto el disco como la aguja del cabezal de lectura deben limpiarse de polvo.
- El cabezal de lectura, como la mayoría de los transductores, es sensible a los cambios de temperatura y humedad. Además, los parámetros físicos de las partes que lo componen cambian con el tiempo y también están sujetos a desgaste.
- El error de lectura tangencial conduce inevitablemente a una distorsión considerable, especialmente en las proximidades de la parte interna del disco, salvo que se utilicen tocadiscos con brazos tangenciales, que sin embargo, adolecen de otros problemas por su complejidad.
- La reproducción de muy bajas frecuencias puede inducir, en sistemas no perfectamente sintonizados, el llamado feedback o efecto Larsen, de forma que si el sistema de reproducción resuena con el sonido emitido por los altavoces, se genera un efecto en cadena (bucle) capaz de generar ruidos casi incontrolables que a menudo resultan perjudiciales para los altavoces.
- La relación dinámica que se puede obtener es apenas superior a 45 dB.
- La respuesta de frecuencia y la calidad de reproducción de un disco de vinilo pueden disminuir con la escucha frecuente, particularmente si la aguja de lectura está desgastada o el cabezal está ajustado con demasiado peso de lectura, o si la articulación de la aguja ha perdido las propiedades mecánicas originales necesarias para seguir con precisión los surcos donde se graban las frecuencias altas.
La degradación puede aumentar si se escucha el vinilo repetidamente en rápida sucesión. La enorme presión de la aguja sobre las paredes del surco, equivalente a aproximadamente una tonelada por centímetro cuadrado por cada gramo de peso, provoca la deformación generada por el calor de las paredes del surco, con la distorsión sonora resultante.

## Características técnicas

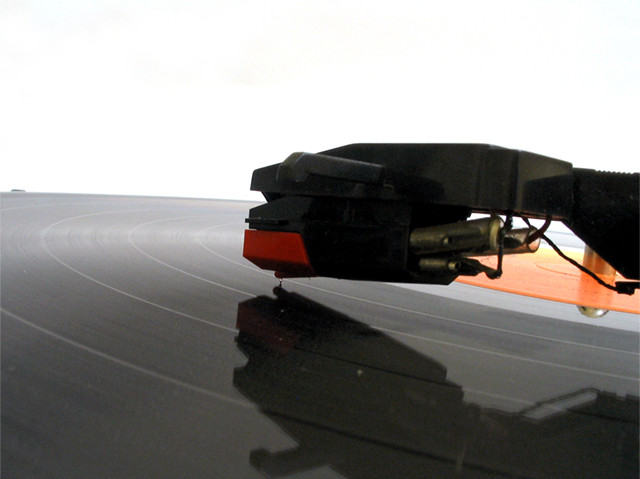
Aguja del tocadiscos

Para minimizar la pérdida progresiva de adherencia al micro surco de los puntos del perfil cónico de las puntas de las agujas, se han diseñado puntas con diferentes perfiles, como por ejemplo elipsoides. Esta geometría permite reducir la superficie de contacto con el micro surco, facilitando una mejor inscripción de la aguja a las paredes del micro surco.
Dado que el vinilo tarda un tiempo en volver a su forma original (debido al comportamiento microelástico retardado del vinilo), los audiófilos generalmente espacian durante una cantidad razonable de tiempo reproducciones sucesivas del mismo disco (al menos veinticuatro horas). Una técnica de limpieza utilizada por algunos coleccionistas y aficionados, es el uso de un segundo brazo diseñado para humedecer los surcos con agua destilada o detergentes específicos. Más allá de las dudas que esta práctica suscita entre los puristas del sonido, si el soporte no está dañado por raspaduras o rastros de grasa procedentes de las yemas de los dedos, el agua destilada es el detergente más adecuado para eliminar los rastros de polvo del micro surco, ya que al no estar polarizada y no presentar impurezas, permite limpiar la superficie del disco sin crear fenómenos electrostáticos que atraigan más polvo. Para satisfacer esta necesidad de los audiófilos, han aparecido en el mercado máquinas de limpieza de discos especialmente diseñadas para este propósito. Sin embargo, el mantenimiento diario de un disco de vinilo no requiere de sistemas tan costosos. De hecho, solo unos pocos trucos son suficientes para obtener resultados que devuelvan la superficie del soporte a niveles muy cercanos al que tenían cuando estaban nuevos. En este caso se pueden utilizar cepillos de fibra de carbono para quitar el polvo, mientras que si el disco está muy sucio, se puede limpiar con un paño de microfibra empapado en agua desmineralizada (la que se suele utilizar también en el planchado de la ropa) y una pequeña cantidad de limpiacristales, sin dejar de frotar en sentido antihorario.
Muchos coleccionistas suelen grabar el contenido del disco en soporte analógico o digital (cinta magnética, disco compacto o archivo digital) y escuchar estas reproducciones evitando el uso del propio disco, prefiriéndose preservar la duración del soporte de vinilo a la sensación de escuchar el sonido «original».

## Debate sobre la tecnología
Aunque los audiófilos leales al vinilo constituyen una minoría en la actualidad, todavía existen sellos en el mercado que ofrecen discos de vinilo de 12″, 10″ y 7″ en sus catálogos, así como fabricantes de tocadiscos que adoptan soluciones técnicas de vanguardia. Todavía es ampliamente utilizado por disc-jockeys, y muchos sellos distribuyen música en vinilo específicamente para ellos. A pesar de la superioridad muy publicitada del disco compacto, el disco de vinilo todavía es apreciado por muchos puristas de la música clásica, jazz, blues y rock. Esta apreciación puede tener varios razones, incluyendo:
- Políticas comerciales (guerra del volumen) que tienden a subutilizar enormemente las posibilidades del soporte digital, comprimiendo los contenidos a un rango dinámico de 20 dB, cuando los dispositivos de reproducción digital pueden alcanzar fácilmente los 90 dB. Por ejemplo, algunos samplers de CD de Telarc, especialmente apreciados por su rango dinámico, son una excepción.[21]
- La mayor naturalidad que brinda el soporte analógico en general y la característica del vinilo de introducir distorsiones, pero principalmente concentrado en los sonidos armónicos de igual grado, más una mayor eufonía para el oído humano, mientras que el soporte digital, teniendo mejores rendimientos en cuanto a distorsión, las concentra en rangos de frecuencia más disonantes para el oyente. Los amplificadores de válvulas de vacío están viviendo un fenómeno similar, siendo apreciados por la calidez de su sonido, conocido como tube sound.[22]

Existen técnicas digitales que trabajan con muestreo del sonido a altas frecuencias y con mayor profundidad de bits, con características que superan ampliamente a las prestaciones óptimas de los discos de vinilo. Sin embargo, se trata de productos orientados a mercados especializados o a la producción de másteres profesionales en los estudios de grabación, donde los sistemas analógicos también disponen de otro tipo de medios de calidad superior, como cintas magnéticas en cartuchos o en «bobina abierta», que todavía gozan del favor de numerosos artistas para la grabación de sus discos.
Desde hace unos años se han vuelto a reeditar discos de vinilo, pero antes hay que hacer unas consideraciones respecto a su calidad sonora.
Las grabaciones de los «másteres» antes de la llegada de la digitalización se hacían en cintas magnéticas, todo el proceso desde la captación del sonido, micrófonos, consolas de mezclas, ecualización, impresión en máster de vinilo, etc. Era un proceso de principio a fin en analógico tras ese proceso se pasaba a discos de vinilo que es un soporte también analógico.
Los nuevos vinilos se están «remasterizando» mediante procesos digitales para acabar en un soporte de vinilo que vuelve a ser analógico, no como un CD que es digital.
El agradable sonido del vinilo no lo es por ser un soporte analógico: lo es porque todo el proceso lo ha sido, algo que no sucede en los vinilos «remasterizados» de forma digital.